# Хайнрих Майер
Хайнрих Якоб Майер (на немски: Jakob Heinrich Meyer) е швейцарски архитект.

## Биография
Роден е на 24 декември 1856 г. във Фрибур, Швейцария. През 1876 г. завършва Политехниката в Цюрих, а през 1880 – 1883 г. – Висшето училище в Щутгарт и Училището за изящни изкуства в Париж. В периода 1878 – 1895 г. работи в България. Представител е на западноевропейския архитектурен традиционализъм. Строи предимно обществени сгради със симетрични планови решения и неокласическа фасадна декорация, специалист е по банкови сгради. През 1886 г., заедно с архитект Никола Лазаров, участва в довършването на двореца „Евксиноград“. През 1888 г. печели конкурс за сграда на Българската народна банка в София, която се строи в периода 1889 – 1895 г. По-късно сградата е преустроена в Министерство на търговията. Назначен е за правителствен архитект на България и започва работа в Министерството на обществените работи. Печели конкурса за мавзолей на княз Александър Батенберг. По негови проекти са изградени банкови сгради във Варна през 1890 г., София – 1895 г., Русе и Пловдив. Архитект е на сградата на братя Симеонови в Русе. Съвместно с Теодор Хюнервадел изготвя архитектурния проект за сградата на Българското книжовно дружество в София, която се строи в периода 1890 – 1892 г. През 1898 г. се премества окончателно в Лозана, а сред известните му проекти в града е Казиното. Умира на 21 юни 1930 г.

## Памет
На Херман Майер е наречена улица в жилищен комплекс „Овча купел“ в София (Карта).